# بنك البرازيل المركزي
بنك البرازيل المركزي (بالبرتغالية: Banco Central do Brasil‏) هو المصرف المركزي في البرازيل. تأسس بتاريخ 31 ديسمبر عام 1964. ويقع مقر البنك الرئيسي في العاصمة البرازيلية برازيليا. ويرتبط المصرف المركزي مع وزارة المالية. مثل المصارف المركزية الأخرى، فإن المصرف المركزي البرازيلي هو السلطة النقدية الرئيسية في البلاد. 

## الرؤساء
- إيلان غولدفاجن - 09/06/2016
- ألكسندر تومبيني - 01/01/2011 - 09/06/2016
- هنريك ميريلس - 01/01/2003 - 31/12/2010.
- ارمينيو فراغا - 03/04/1999 - 01/01/2003.
- غوستافو هنريك دي باروسو فرانكو - 08/20/1997 - 03/04/1999
- غوستافو خورخي لابويسيير لويولا - 06/13/1995 - 08/20/1997
- بيرسيو أريدا - 01/11/1995 - 06/13/1995
- غوستافو هنريك دي باروسو فرانكو - 12/31/1994 - 01/11/1995 (مؤقت)
- بيدرو مالان - 09/09/1993 -

## وصلات خارجية
- الموقع الرسمي